# Морони, Бебо
Бебо Морони (итал. Bebo Moroni, полное имя Умберто Моррони; род. 4 февраля 1959, Рим) — итальянский музыкальный критик и журналист.
Бебо Морони обладает широким кругом интересов: работал преподавателем истории искусств и современной литературы, радиоведущим, режиссёром театра и телевидения, музыкальным продюсером, издателем и политическим деятелем.

## Журналистская деятельность
Бебо Морони начал работать в 1975 году в возрасте шестнадцати лет в качестве сотрудника журнала Muzak редактором которого был Джайме Пинтор. С 1980 по 1984 год Бебо работает редактором журнала «Roma Comune», издаваемым муниципалитетом Капитолина. В 1981 году был назначен главным редактором, а затем и заместителем директора журнала «Audio Giornale». В этом же году Морони начал сотрудничать с журналами «Suono» и «Stereoplay». С 1985 по 1992 год он был старшим редактором и специальным корреспондентом журнала «Audio Review» который благодаря его деятельности станет одним из самых успешных специализированных итальянских журналов. Благодаря своему оригинальному стилю Бебо Морони становится известным представителем итальянского журнализма. В 1985 году начинает работать в газете «Il Sole 24 ore» заведующим воскресной рубрики, посвящённой культуре. В 1988 журнал «La Stampa» посвящает Бебо Морони целую страницу в рубрике Культура.
В 1987 «The Stereophile», самый распространённый музыкальный журнал в США, предлагает Морони должность специального корреспондента из Южной Европы. В то же время он сотрудничает с самым известным и распространённым английским музыкальным журналом «Hi-Fi News & Record Review». В 1991 году Морони, в разгар начала первой войны в Персидском заливе пишет серию статей о технологии вооружения для еженедельника «Avvenimenti». В 1992 издательство «Conti Editore» (Болонья), назначило его главным редактором музыкальных журналов, «Suono» и «Stereoplay». В 1994 году Морони открыл издательство «Edizioni Voltaire», и выкупает у «Conti Editore» права на издание журналов «Suono», «Stereoplay», «DAC», «MP Microcomputers» и «L’Annuario del Suono». В тот же самый период начинает издавать журнал «Spirits», посвящённый разумному потреблению алкогольных напитков, и журнал «Epicure» посвящённый стилю жизни, но, к сожалению, из-за трудностей, возникших у издательского дома, выходят только первые номера этих изданий. С 1994 по 1997 год Морони занимал должность председателя совета директоров и главного редактора издательства «Edizioni Voltaire». В 1997 году работал в должности главного редактора в ежемесячном журнале «Suono». В 1998 он возглавил литературный журнал «Officine Kappa».
В 1999 году Бебо Морони ушёл из журнала «Suono» и создал журнал онлайн «videohifi.com». С 2000 по 2002 год писал для трёх рубрик ежемесячного журнала «Digital Audio», одна из которых- рубрика, посвящённая ТВ критике «Pollice D’Ascolto». В 2001 году начал сотрудничать с ежемесячным журналом «L’Orologio» и с издательством «Edizioni Sallorenzo» для международного журнала haute-couture e «bon-vivre», «Audrey» и журнала «Gioielli». В 2003 году Морони назначается ответственным директором обоих журналов. В то же время сотрудничает с ежемесячным изданием «Angeli».
С 2005 по 2010 год Бебо Морони работал в должности главного редактора «Blu Press» (Терни). В эти годы в «Blu Press» впервые были опубликованы «Fedeltà del suono» и «Le Guide di Fedeltà del suono». В 2008 году RSI (Итальянское радио и телевидение в Швейцарии) доверяет Морони организацию торжественного празднования тридцатилетия изобретения Компактных Дисков (CD) на одном из ТВ каналов швейцарских кантонов. С сентября 2009 года Бебо Морони начал выпускать первый в Италии электронный журнал, «The Absolute Audiophile» (TAA), издаваемый на итальянском, английском и китайском языках. С декабря 2011 года Морони стал главным редактором портала «Planet Gourmet». Бебо Морони сотрудничает с ежедневными журналами «L’Unità», «Paese Sera», «Liberazione», «USA Today», его статьи были опубликованы в Великобритании,США,Германии, Голландии, Бельгии, Франции, Швейцарии, Дании,Швеции, Финляндии, России, Японии, Китае, Австралии, Новой Зеландии, Аргентине, Уругвае, Бразилии.

## Другие литературные проекты
С 1976 по 1978 год Бебо Морони сотрудничал с Марко Ломбардо Радиче в создании романа «Porci con le ali» («Свиньи с крыльями»). В 1993 году международный концерн Philips поручил ему редакцию официальной исторической версии создания бренда Marantz, опубликованную на голландском, английском, немецком, французском, шведском, японском, китайском и итальянском языках. В 1995 году Морони пишет историю немецкого бренда Marklin, опубликованную в Италии и Германии. В 1997 году художник и иллюстратор Танино Либераторе заказывает Морони новеллу для своего антологического сборника эротических картин и рисунков. Новелла «Le domain de la chair» была опубликована сначала в Париже издательством «Albin Michel», а затем и во всём мире. С 1998 по 2000 год Бебо писал сценарии для двенадцати комиксов Танино Либераторе — «L’Echo de la Savane», (издательство «Hachette/Filipacchi», Париж). В этот же период были опубликованы двенадцать рассказов в ежемесячном журнале «Officine Kappa». С начала 2012 года французский журнал «L’Echo» и итальянский журнал «Il Male» возобновят издание коротких рассказов в комиксах созданные Морони и Либераторе.

## Деятельность на радио и телевидении
В 1974 году Бебо Морони создал «Radio Roll», четвёртую по времени открытия римскую частную радиосеть. В 1976 году работал радио-комментатором на «Radio Due» в программе «Fatti e Misfatti». В 1978 году Витторио Зивелли, позвал вести программу «Spazio X», на «RadioDue», эту программу он вёл до 1981 года. В 1982 году Морони стал режиссёром известной исторической передачи «Soundtrack». В 1983 году работал режиссёром телепередачи на канале «RaiTre», «Questa sera Parliamo Di…», по совместительству работал как комментатор — режиссёр в программе «Il Pollice». В 1986 году режиссёр в программе «Tu Mi senti» на «RaiStereoUno» и вёл передачу «Superstereouno». В 1988 году Морони один из основателей, а также артистический и технический директор первой национальной радиосети, «Italia Radio». В 2010 году возвращается на радио, как ведущий двадцати эпизодов исторической передачи на «Rai Internazionale», «Notturno Italiano».

## Артистическо-музыкальная деятельность
В 1980 году Бебо Морони создал музыкальную группу «Luxembourg», в том же году победил на римском фестивале рок музыки «Festival Nazionale del Rock» и выступал на сцене столичных театров («Olimpico», «Savoia», «Tendastrisce»), после подписания контракта с RCA, был в турне по Италии. В 1981 году работал как режиссёр, сценарист и художник по костюмам в лирической опере для детей «Imago», на музыку Хиндемита, Бриттена, Буссотти и Луччи, представление которой состоялось в римском театре «Parioli», после в «Accademia Nazionale di Santa Cecilia», и в римском театре «Olimpico», и в «Accademia Filarmonica» в Риме. С 1982 по 1984 год был участником и арт-продюсером группы «La Stanza della Musica».
В 1987 году создал звукозаписывающую компанию «Audio Records» и выпустил двенадцать музыкальных дисков классической музыки, имеющие большой успех у публики и выигравшие множество престижных премий во всём мире. В частности диск органной музыки «L’Organo del ‘900», записанный в аббатстве «S. Marie des Neiges», с участием артистки Ливии Маззанти исполняющей музыку Хиндемита, Шёнберга, Мессиана и Шельси выиграл престижную премию «Diapason d’Or». В 1995 году Морони создал «Café Voltaire», которой в 1996 году EMI поручает выпуск музыкальной серии под названием «La Discoteca del Suono».
В 1998 году, вместе со своей спутницей жизни Джузи Катальдо, организовал трёхдневный митинг «Палермо против смертной казни». Во время митинга с поддержкой Муниципалитета Палермо и Amnesty International, представляет театральную версию радиопрограммы «Twelve Hungry Men» Реджинальда Роуза. С 2009 года занимается записью и производством римской рок группы «Sick for Milk», в этом году «Liberty Records» из Лос Анджелеса включила песню «Salt Water» в антологический сборник новых направлений рока.

## Педагогическая деятельность
С 1979 по 1986 год Бебо Морони преподавал историю искусства и итальянскую литературу в римском художественном лицее «Donatello». С 1987 по 1989 год участвовал в турне по Италии с проектом «Школа Слушателей» при поддержке «Audio Review» и «E.S.B.». Бебо Морони активно сотрудничает с I.E.D. (Европейский Институт Дизайна).

## Другая деятельность
С 1974 по 1975 год Бебо Морони работал как рабочий на фабрике Miscellanea Farm, Fulham Rd, в Лондоне, с 1977 по 1978 год был ассистентом художника Марио Скифано. В 1989 году он становится единственным европейским представителем в «directory board» в Academy for Advancement of High End Audio & Video (AAHEA), вручающей премию «Golden Note Awards». В 1998 Бебо Морони получил степень Master C.E.D.I.A , Las Vegas, U.S.A., ISF (Image Science Foundation) New York, U.S.A., и Master I и II уровней в LucasFilm THX, S.Francisco, U.S.A.